# HD281367
HD281367 — хімічно пекулярна зоря спектрального класу A8, що має видиму зоряну величину в смузі V приблизно  9,9.
Вона  розташована на відстані близько 715,3 світлових років від Сонця.

## Пекулярний хімічний вміст
Зоряна атмосфера HD281367 має підвищений вміст 
Eu
.